# Lecocarpus lecocarpoides
Lecocarpus lecocarpoides là một loài thực vật có hoa thuộc họ Asteraceae.
Loài này chỉ có ở quần đảo Galápagos, Ecuador.